# سيلزو فييرا
سيلزو فييرا (25 سبتمبر 1974 في البرازيل – )؛ هو لاعب كرة قدم سابق كان يلعب كلاعب وسط.

## وصلات خارجية
- سيلزو فييرا على موقع رابطة كرة القدم اليابانية للمحترفين (اليابانية)